# Monte Carlo Masters 2009
Il Monte Carlo Masters 2009, noto anche come Monte Carlo Rolex Masters 2009 per motivi di sponsorizzazione, è stato un torneo di tennis maschile giocato dall'11 al 19 aprile 2009 sulla terra rossa. Era la 102ª edizione del Monte Carlo Masters, sponsorizzato dalla Rolex per la prima volta facente parte dell'ATP World Tour Masters 1000 dell'ATP World Tour 2009. Si è giocato nel Monte Carlo Country Club a Roquebrune-Cap-Martin in Francia, vicino a Monte Carlo.

## Partecipanti

### Teste di serie
| Giocatore             | Nazionalità     | Ranking* | Testa di serie |
| --------------------- | --------------- | -------- | -------------- |
| Rafael Nadal          | Spagna          | 1        | 1              |
| Roger Federer         | Svizzera        | 2        | 2, WC          |
| Novak Đoković         | Serbia          | 3        | 3              |
| Andy Murray           | Gran Bretagna   | 4        | 4              |
| Juan Martín del Potro | Argentina       | 5        | 5              |
| Gilles Simon          | Francia         | 7        | 6              |
| Fernando Verdasco     | Spagna          | 8        | 7              |
| Nikolaj Davydenko     | Russia          | 9        | 8              |
| Gaël Monfils          | Francia         | 10       | 9              |
| David Ferrer          | Spagna          | 12       | 10             |
| Tommy Robredo         | Spagna          | 14       | 11             |
| David Nalbandian      | Argentina       | 15       | 12             |
| Stan Wawrinka         | Svizzera        | 16       | 13             |
| Marin Čilić           | Croazia         | 18       | 14             |
| Radek Štěpánek        | Repubblica Ceca | 19       | 15             |
| Nicolás Almagro       | Spagna          | 20       | 16             |

- Rankings al 13 aprile 2009.

### Altri partecipanti
Giocatori che hanno ricevuto una wildcard:
- Roger Federer
- Ivan Ljubičić
- Lleyton Hewitt
- Jean-René Lisnard

Giocatori passati dalle qualificazioni:

- Flavio Cipolla
- Alberto Martín
- Fabio Fognini
- Andreas Beck
- Nicolás Lapentti
- Óscar Hernández
- Kristof Vliegen

## Campioni

### Singolare
Rafael Nadal ha battuto in finale  Novak Đoković con il punteggio di 6–3, 2–6, 6–1.

### Doppio
Daniel Nestor /  Nenad Zimonjić  hanno battuto in finale  Bob Bryan /  Mike Bryan con il punteggio di 6–4, 6–1.